# Mark Aronoff
Mark Aronoff (* 9. Januar 1949 in Montreal, Kanada) ist ein amerikanischer Linguist und Professor an der Stony Brook University im US-amerikanischen Bundesstaat New York. Bekannt ist Aronoff in der Sprachwissenschaft durch seine Veröffentlichungen im Bereich Morphologie. So formulierte er 1976 eine Morphologiekomponente innerhalb einer Theorie der generativen Grammatik.

## Leben
Mark Aronoff wuchs in Quebec in Kanada auf. 1969 erhielt er den Abschluss Bachelor of Arts (B.A.) an der McGill University. 1974 erlangte er am MIT den akademischen Grad des Doctor of Philosophy mit der Dissertation Word Formation in Generative Grammar, die durch den Linguisten Morris Halle betreut wurde. Nach seiner Promotion wurde Aronoff zunächst Assistant Professor, dann Full Professor für Linguistik an der Stony Brook University, wo er auch aktuell beschäftigt ist.
Aronoff war 2005 Präsident der Linguistic Society of America und von 1995 bis 2001 war er Herausgeber von Language, der Zeitschrift der Vereinigung. 2001 wurde er Fellow der American Association for the Advancement of Science. 2013 wurde er in die American Academy of Arts and Sciences gewählt, 2024 zum Mitglied der Academia Europaea.

## Leistungen
Aronoff hat neben drei Monographien eine Vielzahl von Artikeln zum sprachwissenschaftlichen Teilbereich der Morphologie veröffentlicht, auch zum Verhältnis der Morphologie zur Phonologie, Syntax, Semantik und Psycholinguistik.
Durch seine Dissertation Word Formation in Generative Grammar baute er die Grundlagen für eine generative Morphologie aus, die durch Noam Chomskys Aspects of the Theory of Syntax und durch Morris Halles Prolegomena to a theory of word formation gelegt wurden. Aronoff vertrat in seiner Dissertation die These, dass Morphologie nicht nur als Zulieferer für Ergebnisse in anderen Bereichen der Sprachwissenschaft dienen sollte, sondern als eigenständige sprachwissenschaftliche Disziplin. (Während die Morphologie in der Sprachwissenschaft des 19. Jahrhunderts einen wichtigen Platz hatte, spielte sie im Strukturalismus und in den Anfängen der generativen Grammatik eine untergeordnete Rolle. So nannte Bloomfield das Lexikon "an appendix to the grammar, a list of basic irregularities".) Weitere wesentliche Inhalte von Aronoffs Dissertation waren die Zusammensetzung des Lexikons als eine Liste von Wörtern statt Morphemen, Wortbildungsregeln und die Produktivität von Wortbildungsprozessen.

## Veröffentlichungen (Auswahl)
- Word Formation in Generative Grammar. MIT Press, Cambridge, Massachusetts, 1976, ISBN 0-262-51017-0.
- Morphology by Itself: Stems and Inflectional Classes. MIT Press, Cambridge, Massachusetts, 1994, ISBN 0-262-51072-3.
- mit Kirsten Fudeman: What is Morphology. 2. Auflage. Wiley-Blackwell, Oxford 2011, ISBN 978-1-4443-5176-7.
- als Hrsg. mit Janie Rees-Miller: The Handbook of Linguistics. 2. Auflage. Wiley-Blackwell, Oxford 2017, ISBN 978-1-4051-8676-6.